# Uleanivka, Nikopol
Uleanivka (în ucraineană Улянівка) este un sat în comuna Șolohove din raionul Nikopol, regiunea Dnipropetrovsk, Ucraina.

## Demografie
Componența lingvistică a localității Uleanivka
     Ucraineană (95,42%)
     Rusă (4,58%)
Conform recensământului din 2001, majoritatea populației localității Uleanivka era vorbitoare de ucraineană (95,42%), existând în minoritate și vorbitori de rusă (4,58%).